# Grzędy

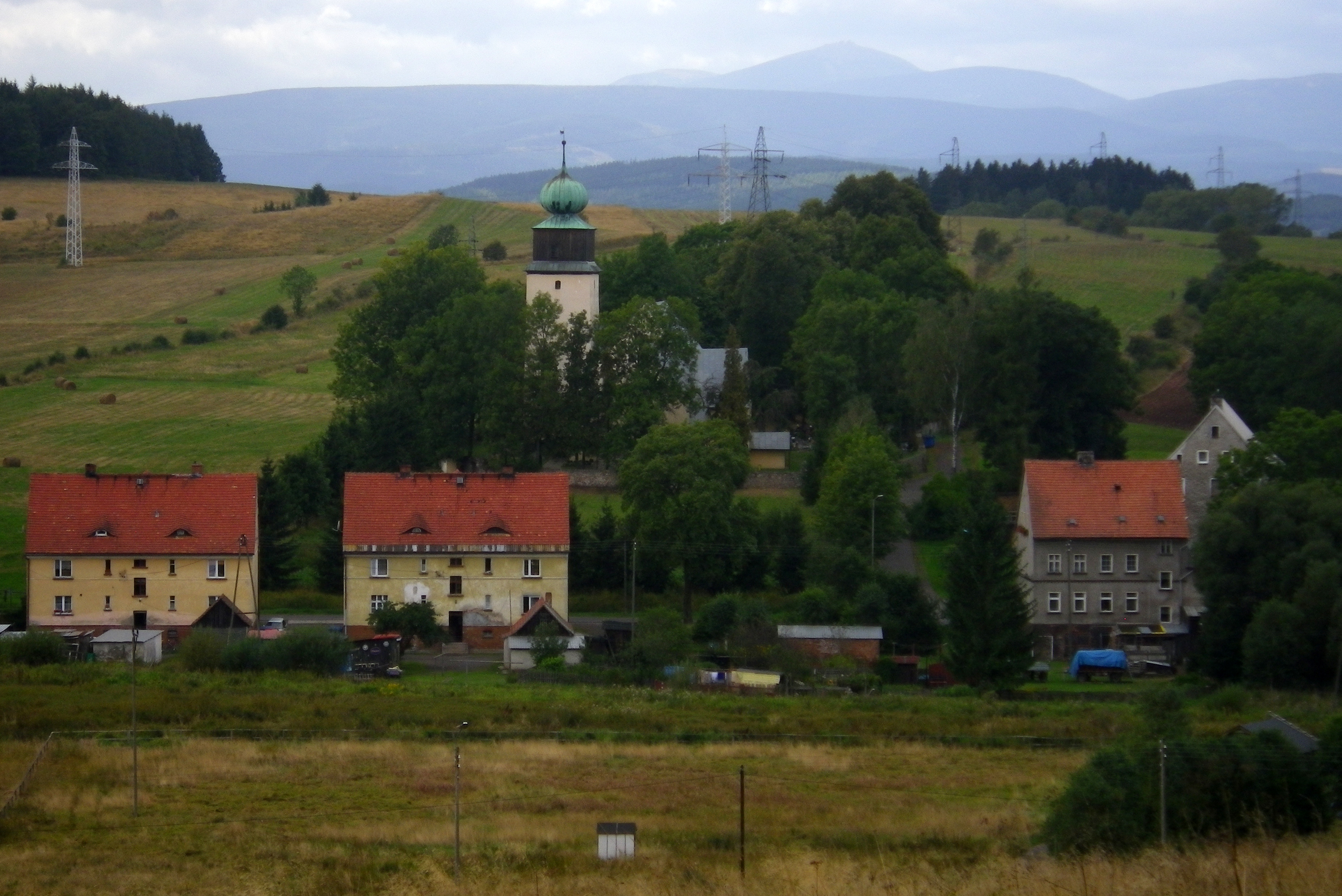
En bit av byn med berget Sněžka i bakgrunden

Grzędy (tyska Konradswaldau) är en by i Czarny Bórs landskommun i Nedre Schlesiens vojvodskap i sydvästra Polen. Grzędy omnämns för första gången i ett dokument från år 1305. En av ortens sevärdheter är ruinerna efter Burg Wojaczów.

## Personer från Grzędy
- Hans-Ulrich Rudel (1916–1982), tysk överste i Luftwaffe